# Quatre-Métiers
Au Moyen Âge, on appelait Quatre-Métiers (en néerlandais : Vier Ambachten) une région qui correspond approximativement à la Flandre zélandaise (Pays-Bas) et au nord de la province belge de Flandre-Orientale. Les Quatre-Métiers désignaient les quatre localités d'Axel, Hulst, Boekhoute et Assenede. Les Quatre-Métiers formaient, avec la Zélande, le pagus Maritima. Au XVIIIe siècle, on utilisait l'expression Quatre Bailliages pour désigner le même territoire.
Le métier de Boekhoute (Boekhouter Ambacht) comprenait Oosteeklo, Bassevelde, Boekhoute et Biervliet.
Le métier d'Assenede (Assenedener Ambacht) comprenait Ertvelde, Assenede, Sas-de-Gand.
Le métier d'Axel (Axeler Ambacht) comprenait Axel, Terneuse, Zaamslag, Westdorpe, Zuiddorpe et Wachtebeke.
Le métier de Hulst (Hulster Ambacht) comprenait Hulst, Hengstdijk, Ossenisse, Graauw et Sint Jansteen ainsi que le pays inondé de Saeftinghe (Verdronken Land van Saeftinghe) composé de Saeftinghe, Namen, Sint-Laureins et Casuwele.